# Yasmine Oussalah
 (avril 2019).
Si vous disposez d'ouvrages ou d'articles de référence ou si vous connaissez des sites web de qualité traitant du thème abordé ici, merci de compléter l'article en donnant les références utiles à sa vérifiabilité et en les liant à la section « Notes et références ».
Yasmine Oussalah est une volleyeuse algérienne qui a évolué dans le poste de passeuse. Elle est née le 7 avril 1993 à Béjaïa. Évoluant au sein du club de l'ASW Béjaïa, elle est membre de la sélection algérienne.

## Biographie

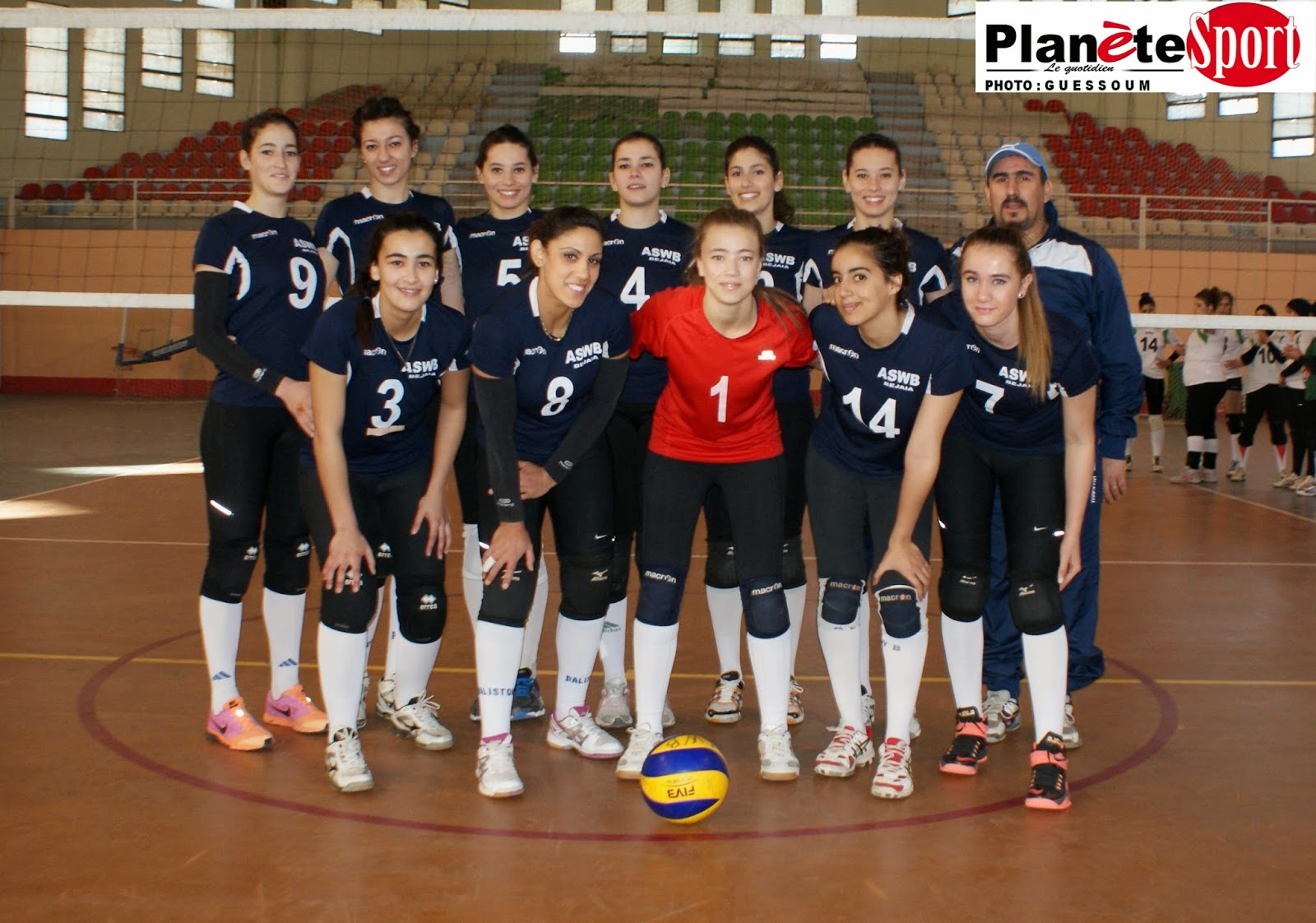
équipe de l'ASWB.

Yasmine Oussalah évolue au sein de toutes les sélections de jeunes algériennes (minimes, cadettes, juniors) avant d'intégrer la sélection algérienne.
Le club formateur est l'ASW Béjaïa où elle a participé à plusieurs compétitions.

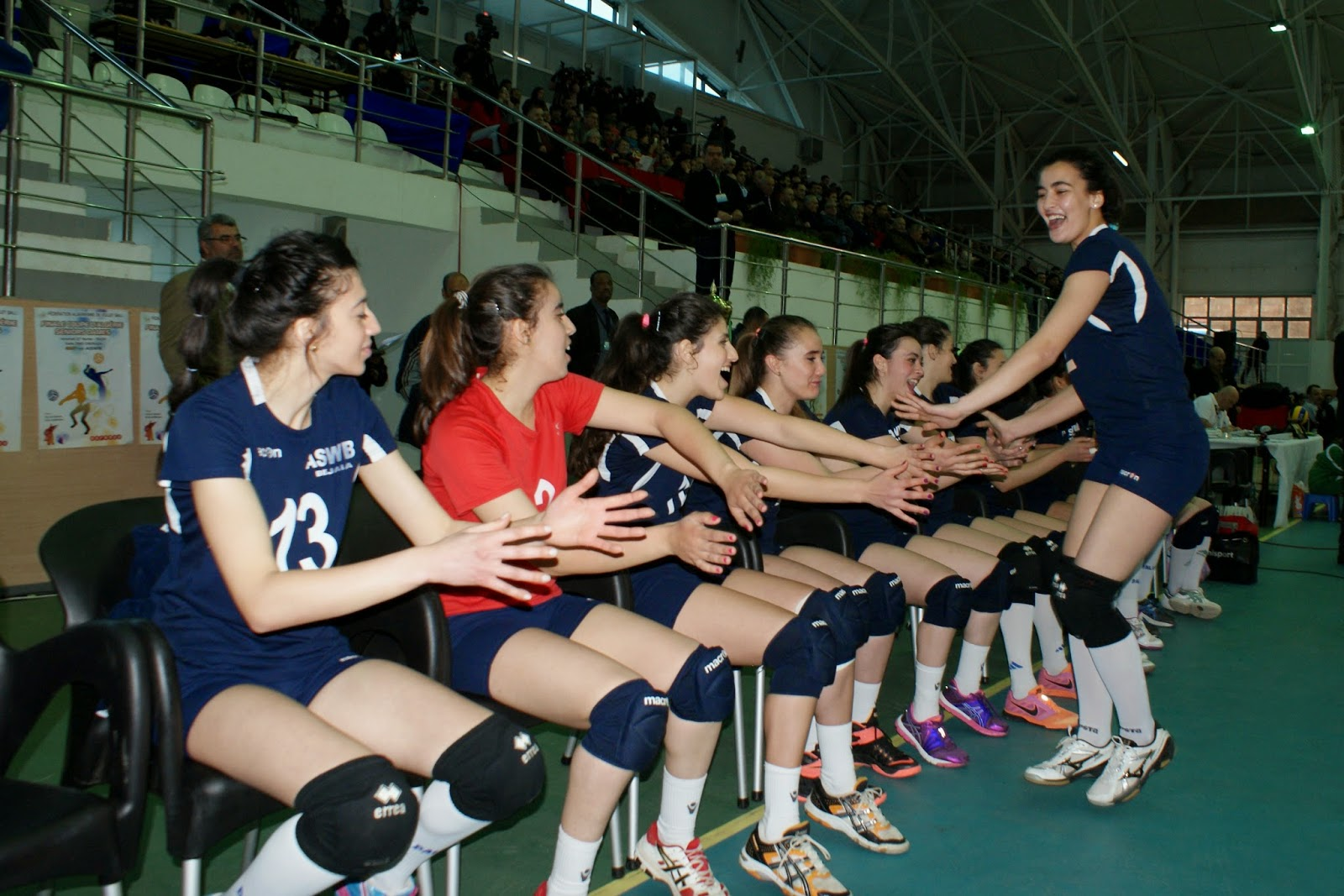
Finale de la coupe d'Algérie avec l'ASWB.

Yasmine Oussalah intègre l'équipe nationale algérienne en 2009 avec l'équipe minime et évoluera dans toutes les catégories en tant que passeuse. Équipe d'Algérie féminine de volley-ball

### Club
- ASW Béjaïa
- Equipe nationale d'Algérie